# Asensio de Maeda

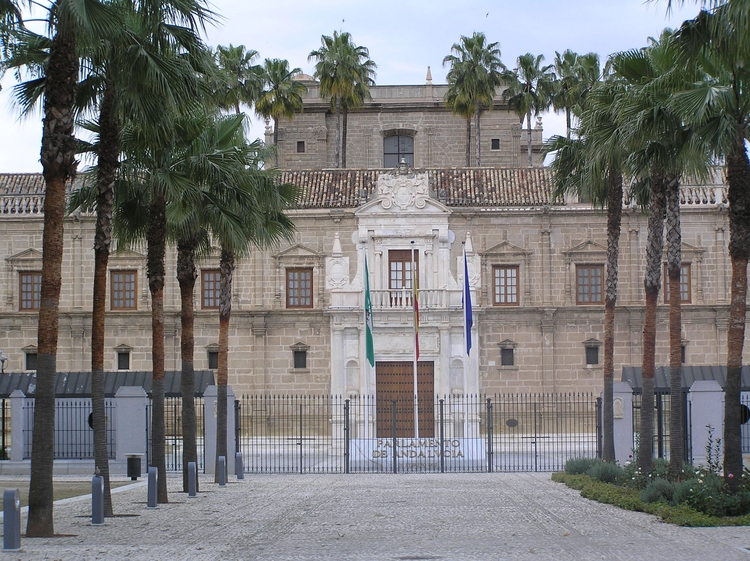
Façana de l'Hospital de las Cinco Llagas,actualment seu del Parlament d'Andalusia.

Asensio de Maeda (Granada, 1547 - Sevilla, 1607) succeeix al seu pare Juan de Maeda com a mestre major de la Catedral de Sevilla en 1582, sent nomenat a l'any següent amb el mateix càrrec per a l'Hospital de las Cinco Llagas, d'aquesta mateixa ciutat.
Com a arquitecte de la Catedral de Sevilla, Asensio de Maeda acaba les obres del quadrant del sud-est del temple, tancant les voltes de l'Antecabildo, de la Casa de Comptes i de la Sala Capitular. En aquesta va continuar els plans d'Hernán Ruiz II, facilitats pel seu fill i homònim Hernán Ruiz III; supervisant les feines ornamentals dels citats recintes i afegint un dels seus detalls més significatius, com és el paviment.
Com a mestre major de l'Hospital de las Cinco Llagas supervisa el coronament de les voltes de la seva església i cap a 1601 dona els plans per al seu Retaule Major -realitzat per Diego López Bueno en 1602- i per a la portalada principal d'ingrés a l'edifici hospitalari, construïda després el 1618 per Miguel de Zumárraga, qui a la seva mort li substitueix a l'ofici de mestre major. Es tracta aquesta d'una portada de fort caràcter manierista: així, al cos inferior la seva porta adovellada s'emmarca mitjançant mitges columnes toscanes tancant fornícules; mentre que el balcó superior ho fa mitjançant pilastres jòniques i pilastres amb els encaixos fets amb aletons, acabant el conjunt un frontó corb partit per allotjar un escut.
Per a l'Ajuntament sevillà va realitzar treballs de reforma i nous projectes d'algunes de les portes de la ciutat, com la Porta de Carmona (Sevilla) i [la a Porta de la Carn (Sevilla), totes dues amb un sentit clarament manierista. A més a més, va traçar la Duana; projectà les fonts de l'Alameda d'Hèrcules (1574), el jardí públic més antic d'Espanya i d'Europa. També va intervenir en feines de reforma a l'interior de los Reales Alcázares de Sevilla, actualitzant alguns espais del palau gòtic i condicionant la seva relació amb els jardins exteriors.
Al marge de la seva activitat en la capital, cal esmentar que va donar els plans per a la Capella Sacramental i la Sagristia de l'Església de Sant Miquel de Morón de la Frontera, construïdes després per Lorenzo de Oviedo, entre els anys 1602 i 1625.